# Klaus Reichert
Klaus Reichert (ur. 3 czerwca 1947 w Hanau) – niemiecki szermierz, florecista, dwukrotny medalista olimpijski i wielokrotny medalista mistrzostw świata. 
Na igrzyskach olimpijskich w Monachium w 1972 roku odpadł w ćwierćfinałach turnieju indywidualnego. W turnieju drużynowym był piąty. Na rozgrywanych cztery lata później igrzyskach olimpijskich w Montrealu wspólnie z Thomasem Bachem, Haraldem Heinem, Matthiasem Behrem i Erkiem Sens-Goriusem zwyciężył w turnieju drużynowym. Indywidualnie zajął trzynaste miejsce. Brał również udział w igrzyskach olimpijskich w Los Angeles w 1984 roku, gdzie Harald Hein, Matthias Behr, Mathias Gey, Klaus Reichert i Frank Beck zdobyli srebrny medal. W rywalizacji indywidualnej tym razem nie startował.
Podczas mistrzostw świata w Göteborgu w 1973 roku wspólnie z Thomasem Bachem, Matthiasem Behrem, Haraldem Heinem i Thomasem Jägerem zdobył srebro w zawodach drużynowych. W tej samej konkurencji reprezentacja RFN z Reichertem w składzie zdobywała następnie złote medale podczas mistrzostw świata w Buenos Aires (1977), mistrzostw świata w Wiedniu (1983) i mistrzostw świata w Lozannie (1987), srebrny na mistrzostwach świata w Barcelonie (1985) oraz brązowy na mistrzostwach świata w Melbourne (1979).
Wywalczył również srebrny medal w turnieju indywidualnym na mistrzostwach Europy w Lizbonie w 1983 roku.
W 1975, 1980 i 1981 był mistrzem RFN.

## Starty olimpijskie (medale)
Montreal 1976
- floret drużynowo –  złoto

Los Angeles 1984
- floret drużynowo –  srebro